# Кампос, Жасмани
Жасмани́ Ка́мпос Да́валос (исп. Jhasmani Campos Dávalos; 10 мая 1988) — боливийский футболист, полузащитник. Игрок сборной Боливии.

## Карьера
Воспитанник знаменитой боливийской футбольной академии Тауичи. В 2005 году был замечен скаутами бразильского «Гремио», однако, проведя там несколько месяцев, так и не подписал профессиональный контракт с клубом. В том же году стал игроком «Ориенте Петролеро», где успешно выступал на протяжении почти пяти лет.
Перешёл в самый титулованный клуб своей страны — «Боливар» — в 2011 году. На тот момент Кампос уже стал самым высокооплачиваемым футболистом Боливии. В составе обеих команд становился чемпионом Боливии.
В январе 2013 года должен был перейти во владикавказскую «Аланию» на правах аренды. Однако, трансфер не состоялся, и Жасмани вернулся в Боливию. С 2013 года, с перерывом в сезоне 2014/15, выступает за клубы стран Персидского залива.

## Выступления за сборную
Свой первый вызов в основную национальную команду страны Жасмани получил в 2007 году. 28 марта он дебютировал в товарищеском матче против команды ЮАР. В составе сборной Кампос неоднократно принимал участие в Кубке Америки (2007, 2011, 2015, 2016 гг.).

## Достижения
Ориенте Петролеро:
- Чемпион Боливии: 2010

 Боливар:
- Чемпион Боливии: 2013, 2015